# NEW (ポール・マッカートニーのアルバム)
『NEW』（ニュー）は、イギリスで2013年10月14日、アメリカで2013年10月14日に発売されたポール・マッカートニーの通算16作目のオリジナル・アルバム。新曲で構成されるアルバムは、2007年に発売された『追憶の彼方に〜メモリー・オールモスト・フル』以来約6年ぶりのリリースとなった。
本作について、マッカートニーは「曲、試み、姿勢、演奏方法など、あらゆるものが新しい」とコメントしており、そのひとつとして4人の若いプロデューサーを起用していることを挙げている。本作のエグゼクティブ・プロデューサーをジャイルズ・マーティンが務め、マーティンの他にマーク・ロンソン、イーサン・ジョンズ、ポール・エプワースが参加している。
なお、本作はヒア・ミュージックから発売されたマッカートニーの最後のアルバムとなっている。

## レコーディング
マッカートニーは、「4人のプロデューサーを起用したらどんなことができるだろうか」と考え、ジャイルズ・マーティン、マーク・ロンソン、イーサン・ジョンズ、ポール・エプワースの4人のプロデューサーと共にスタジオで作業を行なった。4人との作業を通して、各プロデューサーの仕事を気に入り、そのまま4人全員がプロデューサーとして起用された。マーティンは、収録曲の大半をプロデュースし、本作のエグゼクティブ・プロデューサーも務めている。また、ロンソンは本作の制作開始から2年前に行なわれたマッカートニーとナンシー・シェベルの結婚式でDJを務めており、その縁からマッカートニーに招待された。
レコーディングは、ロサンゼルスにあるヘンソン・レコーディング・スタジオ、ニューヨークにあるアバター・スタジオ、ロンドンにあるアビー・ロード・スタジオ、AIRスタジオ、ウルフ・トーン・スタジオ、サセックスにあるザ・ミルで行なわれた。セッションは、2012年1月にポール・エプワースのプロデュースのもとでウルフ・トーンやザ・ミルで開始され、2月から3月にかけてアビー・ロード・スタジオでジョンズとのセッション、2013年3月にマーティンがプロデュースのもとでAIRスタジオでのセッションが行なわれた。ルカ・ペラシは、ロンソンとのセッションは2012年1月頃に行なわれたとされている。
なお、ロンソンとレコーディングした「NEW」「アリゲイター」「Secret Life of a Party Girl」の3曲のうち、「Secret Life of a Party Girl」は本作に未収録となった。

## 構成
2013年8月にBBCニュースにて、本作についてマッカートニーは「バラエティに富んでいる」「4人の個性あふれるプロデューサー達と作業ができてよかった」と語っている。
タイトル曲ともなっている「NEW」について、「ラブソングだけど、"Don't look at me, I haven't got any answers（僕を見ないで、答えはないから）""I don't know what's happening, I don't know how it's all happening, but it's good and I love you.（何が起こるかわからないし、どうやって起こるのかもわからないけど、それは良いことだし愛している）"と歌っている。」とコメントしている。なお、マッカートニーは本作について、ナンシーとの結婚がインスピレーションとなっていることを認めている。
この他の曲は自叙的で、リヴァプールで一時的に運送会社のドライバーの助手として働いていた若き日を歌った「オン・マイ・ウェイ・トゥ・ワーク」、若き日の想い出やジョン・レノンへの思いを歌った「アーリー・デイズ」、マッカートニーが幼少期に楽しんでいた遊びを題材とした「クイーニー・アイ」などの楽曲が収録されている。
収録曲のうち、「アリゲイター」について、ロンソンは「陰気で非常にタフ」とコメントし、マッカートニーは「アルバムで一番古い曲」であることを明かした。「エヴリバディ・アウト・ゼアー」は、マッカートニーが「観客に歌わせる曲」として書いた楽曲である。また、マッカートニーは、「アーリー・デイズ」と隠しトラック「スケアード」の出来について満足していることを明かしている。

## プロモーション
2013年8月28日にiTunes StoreやSoundCloudなどの音楽配信サイトでタイトル曲「NEW」が配信されることと、イギリスで10月14日に、アメリカで10月15日にアルバムが発売されることが発表され、ボーナス・トラック2曲が収録されたデラックス・エディションが発売されることも発表された。また、アルバム発売の発表と同時に、公式Instagramのアカウントが開設された。
マッカートニーは、9月20日・21日に開催された「iHeart Radio Music Festival 2013」にて、「セイヴ・アス」と「エヴリバディ・アウト・ゼアー」を披露した。
9月23日にマッカートニーのニュースブログにて、本作の最終的なアートワークが発表され、オンラインの小売店でプレースホルダーとして使用されていた白黒のロゴから変更された。このアートワークは、イギリスのアーティストチーム「ベン・イブ」のレベッカとマイクによって考案されたものをコンピュータグラフィックスで作成したもので、ダン・フレイヴィンの彫刻作品に影響を受けている。同時に、デラックス・エディションに収録されるボーナス・トラックのタイトルが、「ターンド・アウト」と「ゲット・ミー・アウト・オブ・ヒア」であることも発表された。10月4日には、マッカートニーがファンから寄せられたアルバムに関する質問に答えるという企画が行なわれた。
10月6日にアルバムの試聴会が、ドライブインという形で行なわれた。この企画のアイデアは、イベント開催の約1週間前にマッカートニーが自身の所有する車でアルバムを聴いていた際に生まれた。
10月9日にフランク・シナトラ芸術学校の講堂で生徒達に向けたライブを行なった。この時の模様は、10月14日にYahoo!でストリーミング配信された。
10月10日にギグが開催される1時間前にTwitter上でギグに関する2件のツイートを投稿したのち、ニューヨークのタイムズ・スクエアにてサプライズ・ギグを行なった。15分に渡るパフォーマンスで、アルバムに収録されている「NEW」「セイヴ・アス」「エヴリバディ・アウト・ゼアー」「クイーニー・アイ」の4曲を演奏した。
福岡国際センターにて催行された大相撲11月場所を日本ツアー中のマッカートニーが2013年11月14日に観戦した際に特に懸賞について興味を持ち、急遽当場所終盤3日間（同年11月21日、22日、24日）の結びの一番に、本アルバムのプロモーションとして各5本ずつ懸賞を出した。懸賞は本場所前までに申し込みが必要であるが、「大相撲を宣伝した」として相撲協会は特別に受容し、懸賞旗を急遽制作。懸賞の横断幕には本アルバムのジャケット写真が描かれたデザインが使用され、場内では「ポール・マッカートニーNEW発売中」とアナウンスされた。
また、『ジミー・キンメル・ライブ!』（ABCテレビ）や、『レイト・ナイト・ウィズ・ジミー・ファロン』（NBC）などのテレビ番組にも出演し、本作の収録曲を演奏した。

## チャート・アクション
アルバムは、イギリスの全英アルバムチャートやアメリカのビルボード誌が発表したBillboard 200、カナダのBillboard Canadian Albumsで3位を記録した。アメリカでは初週売上6万7000枚、カナダでは初週売上8500枚を記録した 。アメリカでは、2016年5月時点で21万7000枚の売上を記録している。
タイトル曲「NEW」は、日本のラジオ番組でも複数回放送され、Billboard Japan Hot 100で4位にランクインし、アルバムも10月28日付のオリコン週間アルバムランキングで初登場2位を獲得した。マッカートニーのアルバムが、日本でトップ3入りを果たしたのは1982年に発売された『タッグ・オブ・ウォー』以来31年4ヶ月ぶりで、71歳4ヶ月でのトップ10入りを果たしたことにより、デヴィッド・ボウイが『ザ・ネクスト・デイ』で樹立した、国内外を通したアルバム最年長記録（66歳3か月）を更新することとなった。

## コレクターズ・エディション
2014年9月18日に10月28日に『NEW』のコレクターズ・エディションが発売されることが発表された。
「2CD+DVD」という形態でのリリースで、DVDにはドン・レッツが監督を務めた本作のドキュメンタリー映像「Something New」、ニューヨークやロンドンで行なわれたツアーの模様、ミュージック・ビデオなどが収録されている。2枚目のCDには、日本盤ボーナス・トラック「ストラグル」と未収録となっていた「ヘル・トゥ・ペイ」「デーモンズ・ダンス」の2曲のほか2013年11月に東京ドームで開催されたライブから「セイヴ・アス」「NEW」「クイーニー・アイ」「エヴリバディ・アウト・ゼアー」の4曲のライブ音源が収録されている。

## 収録曲
「セイヴ・アス」「クイーニー・アイ」「ロード」の3曲は、マッカートニーとポール・エプワースの共作で、それ以外の楽曲はマッカートニーによって書かれた。
| #         | タイトル                                                                            | 作詞      | 作曲・編曲 | プロデューサー                                                  | 時間 |
| --------- | ----------------------------------------------------------------------------------- | --------- | ---------- | --------------------------------------------------------------- | ---- |
| 1.        | 「セイブ・アス」(Save Us)                                                           |           |            | ポール・エプワース                                              | 2:39 |
| 2.        | 「アリゲイター」(Alligator)                                                         |           |            | マーク・ロンソン                                                | 3:27 |
| 3.        | 「オン・マイ・ウェイ・トゥ・ワーク」(On My Way To Work)                             |           |            | ジャイルズ・マーティン                                          | 3:43 |
| 4.        | 「クイーニー・アイ」(Queenie Eye)                                                   |           |            | ポール・エプワース                                              | 3:47 |
| 5.        | 「アーリー・デイズ」(Early Days)                                                    |           |            | イーサン・ジョンズ                                              | 4:07 |
| 6.        | 「NEW」(New)                                                                        |           |            | マーク・ロンソン                                                | 2:56 |
| 7.        | 「アプリシエイト」(Appreciate)                                                      |           |            | ジャイルズ・マーティン                                          | 4:28 |
| 8.        | 「エヴリバディ・アウト・ゼアー」(Everybody Out There)                               |           |            | ジャイルズ・マーティン                                          | 3:21 |
| 9.        | 「ホザンナ」(Hosanna)                                                               |           |            | イーサン・ジョンズ                                              | 3:29 |
| 10.       | 「アイ・キャン・ベット」(I Can Bet)                                                 |           |            | ジャイルズ・マーティン                                          | 3:21 |
| 11.       | 「ルッキング・アット・ハー」(Looking At Her)                                        |           |            | ジャイルズ・マーティン                                          | 3:05 |
| 12.       | 「ロード（隠しトラック「スケアード）」(Road（includes "Scared" as a hidden track）) |           |            | - ポール・エプワース - ジャイルズ・マーティン（「スケアード」） | 7:39 |
| 合計時間: | 合計時間:                                                                           | 合計時間: | 46:02      |                                                                 |      |

| #         | タイトル | 作詞      | 作曲・編曲 | プロデューサー                            | 時間 |
| --------- | --- | --------- | ---------- | ----------------------------------------- | ---- |
| 1.        | 「セイブ・アス」(Save Us) |           |            | ポール・エプワース                        | 2:39 |
| 2.        | 「アリゲイター」(Alligator)                                                                                                   |           |            | マーク・ロンソン                          | 3:27 |
| 3.        | 「オン・マイ・ウェイ・トゥ・ワーク」(On My Way To Work)                                                                       |           |            | ジャイルズ・マーティン                    | 3:43 |
| 4.        | 「クイーニー・アイ」(Queenie Eye)                                                                                             |           |            | ポール・エプワース                        | 3:47 |
| 5.        | 「アーリー・デイズ」(Early Days)                                                                                              |           |            | イーサン・ジョンズ                        | 4:07 |
| 6.        | 「NEW」(New) |           |            | マーク・ロンソン                          | 2:56 |
| 7.        | 「アプリシエイト」(Appreciate)                                                                                                |           |            | ジャイルズ・マーティン                    | 4:28 |
| 8.        | 「エヴリバディ・アウト・ゼアー」(Everybody Out There)                                                                         |           |            | ジャイルズ・マーティン                    | 3:21 |
| 9.        | 「ホザンナ」(Hosanna) |           |            | イーサン・ジョンズ                        | 3:29 |
| 10.       | 「アイ・キャン・ベット」(I Can Bet)                                                                                           |           |            | ジャイルズ・マーティン                    | 3:21 |
| 11.       | 「ルッキング・アット・ハー」(Looking At Her)                                                                                  |           |            | ジャイルズ・マーティン                    | 3:05 |
| 12.       | 「ロード」(Road) |           |            | ポール・エプワース                        | 4:36 |
| 13.       | 「ターンド・アウト」(Turned Out)                                                                                              |           |            | ポール・エプワース ジャイルズ・マーティン | 3:07 |
| 14.       | 「ゲット・ミー・アウト・オブ・ヒア（隠しトラック「スケアード」）」(Get Me Out Of Here（includes "Scared" as a hidden track）) |           |            | ジャイルズ・マーティン                    | 6:15 |
| 合計時間: | 合計時間: | 合計時間: | 52:21      |                                           |      |

| #         | タイトル                                                                                      | 作詞      | 作曲・編曲 | プロデューサー                                                  | 時間 |
| --------- | --------------------------------------------------------------------------------------------- | --------- | ---------- | --------------------------------------------------------------- | ---- |
| 1.        | 「セイブ・アス」(Save Us)                                                                     |           |            | ポール・エプワース                                              | 2:39 |
| 2.        | 「アリゲイター」(Alligator)                                                                   |           |            | マーク・ロンソン                                                | 3:27 |
| 3.        | 「オン・マイ・ウェイ・トゥ・ワーク」(On My Way To Work)                                       |           |            | ジャイルズ・マーティン                                          | 3:43 |
| 4.        | 「クイーニー・アイ」(Queenie Eye)                                                             |           |            | ポール・エプワース                                              | 3:47 |
| 5.        | 「アーリー・デイズ」(Early Days)                                                              |           |            | イーサン・ジョンズ                                              | 4:07 |
| 6.        | 「NEW」(New)                                                                                  |           |            | マーク・ロンソン                                                | 2:56 |
| 7.        | 「アプリシエイト」(Appreciate)                                                                |           |            | ジャイルズ・マーティン                                          | 4:28 |
| 8.        | 「エヴリバディ・アウト・ゼアー」(Everybody Out There)                                         |           |            | ジャイルズ・マーティン                                          | 3:21 |
| 9.        | 「ホザンナ」(Hosanna)                                                                         |           |            | イーサン・ジョンズ                                              | 3:29 |
| 10.       | 「アイ・キャン・ベット」(I Can Bet)                                                           |           |            | ジャイルズ・マーティン                                          | 3:21 |
| 11.       | 「ルッキング・アット・ハー」(Looking At Her)                                                  |           |            | ジャイルズ・マーティン                                          | 3:05 |
| 12.       | 「ロード」(Road)                                                                              |           |            | ポール・エプワース                                              | 4:36 |
| 13.       | 「ターンド・アウト」(Turned Out)                                                              |           |            | イーサン・ジョンズ ジャイルズ・マーティン                       | 3:07 |
| 14.       | 「ゲット・ミー・アウト・オブ・ヒア」(Get Me Out Of Here)                                      |           |            | ジャイルズ・マーティン                                          | 6:15 |
| 15.       | 「ストラグル（隠しトラック「スケアード」）」(Struggle（includes "Scared" as a hidden track）) |           |            | - ポール・エプワース - ジャイルズ・マーティン（「スケアード」） | 7:58 |
| 合計時間: | 合計時間:                                                                                     | 合計時間: | 60:19      |                                                                 |      |

| #         | タイトル | 作詞      | 作曲・編曲 | プロデューサー         | 時間 |
| --------- | --- | --------- | ---------- | ---------------------- | ---- |
| 1.        | 「ストラグル」(Struggle)                                                                                          |           |            | エプワース             | 4:50 |
| 2.        | 「ヘル・トゥ・ペイ」(Hell To Pay)                                                                                 |           |            | ジャイルズ・マーティン | 4:00 |
| 3.        | 「デーモンズ・ダンス」(Demons Dance)                                                                              |           |            | ジャイルズ・マーティン | 3:51 |
| 4.        | 「セイヴ・アス (ライヴ・アット・東京ドーム 2013)」(Save Us (live at Tokyo Dome 2013))                             |           |            |                        | 2:41 |
| 5.        | 「NEW (ライヴ・アット・東京ドーム 2013)」(New (live at Tokyo Dome 2013))                                          |           |            |                        | 2:40 |
| 6.        | 「クイーニー・アイ (ライヴ・アット・東京ドーム 2013)」(Queenie Eye (live at Tokyo Dome 2013))                     |           |            |                        | 3:42 |
| 7.        | 「エヴリバディ・アウト・ゼアー (ライヴ・アット・東京ドーム 2013)」(Everybody Out There (live at Tokyo Dome 2013)) |           |            |                        | 3:50 |
| 合計時間: | 合計時間: | 合計時間: | 25:34      |                        |      |

## 演奏
※出典
※パーソネルは、「デラックス・エディション」「コレクターズ・エディション」のDISC 1のもの。
- ポール・マッカートニー - Vocals, Guitar（＃1-5,8-11,13,14）, Bass Guitar（＃1-4,6,8-13）, Percussion（＃2,4-6,10-13）, Synthesizer（＃2,4,10,11,13）, Celeste（＃2,12）, Glockenspiel（＃2）, Play-Me-A-Song Book（＃2）, Cigar Box Guitar（英語版）（＃3,7）, Piano（＃4,6,8,12）, Drums（＃3,7,10,11,13）, Lap Steel Guitar（＃4）, Mellotron（＃4,6,8,11）, Upright Bass（＃5）, Harmonium（＃5）, Harpsichord（＃6）, Fender Rhodes（＃6,10）, Bouzouki（＃6）, Keyboards（＃7,8,12,13）, Tape Loops（英語版）（＃9,10）, Tubular Bells（＃13）, Ngoni（英語版）, Washboard and Thimbles（＃14）
- ラスティ・アンダーソン（英語版） - Guitar（＃2,3,5-8,10,11,13）, Bouzouki（＃6,7）, Backing Vocals（＃6,7）, Water Bottle（＃14）
- ブライアン・レイ（英語版） - Guitar（＃2,3,6-8,13）, Dulcimer（＃5）, Backing Vocals（＃6,7,14）, Baritone Guitar（＃7）, Congas（＃14）
- スティーヴ・シドウェル（英語版） - Trumpet
- ポール・ウィッケンズ（英語版） - Keyboards（＃2）, Guitar（＃3）, Piano（＃3）, Accordion（＃3）, Backing Vocals（＃6）, Hammond Organ（＃10）
- エイブ・ラボリエル・ジュニア（英語版） - Drums（＃2,6-8,13）, Backing Vocals（＃5-7,13,14）, Djembe（＃14）
- ジェイミー・タルボット - Tenor Saxophone
- トニー・ピットマン - Programming（＃3,7,8,10,11）, Keyboards（＃8,11）
- イーサン・ジョンズ - Drums（＃5）, Percussion（＃5）, iPad Tambora App（＃9）, Guitar（＃13）
- ポール・エプワース - Drums（＃1,4,12）
- イライザ・マーシャル、アンナ・ノークス - Flute（＃8）
- デイヴ・ビショップ - Baritone Saxophone
- ジャイルズ・マーティン - Foot Stamp（＃8）
- マッカートニー・ファミリー・コーラス - Backing Vocals（＃8）
- キャシー・トンプソン、ローラ・メルフイシュ、パトリック・キアナン、ニーナ・フォスター - Violin
- ピーター・ララ、レイチェル・ロブシン - Viola
- キャロライン・デール（英語版）、キャサリン・ジェンキンス、クリス・ワージー - Cello
- リチャード・プライス、スティーヴ・マクメイナス - Double Bass

## チャート成績
| チャート（2013年）                          | 最高位 |
| ------------------------------------------- | ------ |
| オーストラリア (ARIA)                       | 22     |
| オーストリア (Ö3 Austria)                   | 6      |
| ベルギー (Ultratop Flanders)                | 6      |
| ベルギー (Ultratop Wallonia)                | 3      |
| Canadian Albums (Billboard Canadian Albums) | 3      |
| Croatian International Albums (HDU)         | 5      |
| デンマーク (Tracklisten)                    | 2      |
| フィンランド (Suomen virallinen lista)      | 27     |
| フランス (SNEP)                             | 2      |
| ドイツ (Offizielle Top 100)                 | 6      |
| ハンガリー (MAHASZ)                         | 18     |
| アイルランド (IRMA)                         | 12     |
| イタリア (FIMI)                             | 4      |
| 日本 (オリコン)                             | 2      |
| 日本 (Top Albums Sales)                     | 5      |
| オランダ (MegaCharts)                       | 6      |
| ニュージーランド (Recorded Music NZ)        | 27     |
| ノルウェー (VG-lista)                       | 1      |
| ポーランド (ZPAV)                           | 18     |
| スコットランド (OCC)                        | 3      |
| スペイン (PROMUSICAE)                       | 8      |
| スウェーデン (Sverigetopplistan)            | 9      |
| スイス (Schweizer Hitparade)                | 12     |
| UK アルバムズ (OCC)                         | 3      |
| US Billboard 200                            | 3      |

| チャート（2013年）           | 順位 |
| ---------------------------- | ---- |
| ベルギー (Ultratop Flanders) | 167  |
| ベルギー (Ultratop Wallonia) | 101  |
| デンマーク (Tracklisten)     | 85   |
| 日本 (オリコン)              | 93   |
| US Billboard Rock Albums     | 56   |

| チャート（2014年）       | 順位 |
| ------------------------ | ---- |
| US Billboard Rock Albums | 66   |

## 認定
| 国/地域                                             | 認定 | 認定/売上数 |
| --------------------------------------------------- | ---- | ----------- |
| 日本 (RIAJ)                                         | Gold | 100,000^    |
| ポーランド (ZPAV)                                   | Gold | 10,000*     |
| United States                                       |      | 217,000     |
| * 認定のみに基づく売上数 ^ 認定のみに基づく出荷枚数 |      |             |